# Francisco Luís Gomes
 (avril 2020).
Si vous disposez d'ouvrages ou d'articles de référence ou si vous connaissez des sites web de qualité traitant du thème abordé ici, merci de compléter l'article en donnant les références utiles à sa vérifiabilité et en les liant à la section « Notes et références ».
Francisco Luís Gomes, né à Goa (Inde portugaise) le 31 mai 1829 et mort le 30 septembre 1869, est un médecin, écrivain et homme politique portugais d’origine indienne.
Député au Parlement du Portugal pour y représenter les Indes portugaises, il est l’auteur d’une pensée politique et économique originale sur le monde colonial.

## Biographie
Francisco Luís Gomes est né à Goa dans une famille indienne convertie au catholicisme. Très précoce, il apprend à parler portugais à 7 ans et maîtrise le français à 14 ans.
Il est diplômé de médecine à 21 ans et se fait connaître du grand public local par des articles de presse. Nommé chirurgien-major en 1860, il est, à cette même date, élu député de Goa et s’embarque pour Lisbonne où il résidera jusqu’à sa mort.
C’est au Portugal que Francisco Luís Gomes écrit ses principaux ouvrages.

## Pensée
Francisco Luis Gomes est l’auteur de plusieurs ouvrages à caractère économique, politique ou de fiction ; certains sont écrits en portugais et d’autres en français.
L’auteur y défend une forme d’anticolonialisme modéré, questionnant autant l’organisation économique et politique mis en place par les Portugais en Inde (Goa) que le système des castes hérité de l’hindouisme.
Il est critique à l'égard de la politique de l'Angleterre vis-à-vis de l'Inde.
Son ouvrage majeur, Les Brahmanes, est le premier roman indo-portugais et un des premiers ouvrages de fiction anticolonialiste.

## Œuvres
En portugais :
- Os Brahamanes, 2e éd., Lisbonne, Ed. Minerva, 1998 ; traduction française : Les Brahmanes, classiques Garnier, 2016,  (ISBN 978-2-406-06612-5)
- A liberdade da terra e a economia rural da India portugueza, Lisbonne, Typographia Universal, 1862
- Os brigadeiros Henrique Carlos Henriques e Joaquim Xavier Henriques, Lisbonne, Typographia Universal, 1863

En français :
- De la question du coton en Angleterre et dans les possessions portugaises de l'Afrique occidentale, Société Typographique Franco-Portugaise, 1861
- Essai sur la théorie de l'économie politique et de ses rapports avec la morale et le droit, Librairie Guillaumin, 1867
- Le Marquis de Pombal, esquisse de sa vie publique, Imprimerie franco-portugaise, 1869